# Limnophora porteri
Limnophora porteri är en tvåvingeart som beskrevs av Brethes 1919. Limnophora porteri ingår i släktet Limnophora och familjen husflugor. Inga underarter finns listade i Catalogue of Life.